# Der Spanische Meister
Der Spanische Meister ist eine Hilfsbezeichnung für einen Kunstfälscher auf dem Gebiet der antiken Bronzeplastik, der noch nicht enttarnt ist. Seit die legendäre Kapitolinische Wölfin von einigen Gelehrten für ein mittelalterliches Werk gehalten wird, sind mehrere verdächtige Bronzeplastiken der etruskischen, griechischen und römischen Antike genauer untersucht und als raffinierte Fälschungen aus unseren Tagen analysiert worden. Einige Forscher vermuten sein Atelier im Raum Neapel. Andere Hinweise deuten aber eher in Richtung Südspanien. Daher rührt der Name.
Der berüchtigte und mittlerweile rechtskräftig verurteilte Londoner Kunsthändler Robin Symes spielt in diesem Zusammenhang ebenfalls eine Rolle.
Als Merkmale der Fälschungen des Spanischen Meisters werden genannt:
- Der Fälscher stellt fast nur Büsten und Köpfe her;
- er lötet nie, weil sich dies nicht in antiker Manier nachahmen lässt;
- die Hälse der Figuren sind stets ausgefranst, als wären sie brutal abgerissen worden. Die Gesichter hingegen haben nur kleine Kratzer;
- die Patina wirkt elegant und gut verteilt – Hinweis auf Ätzmittel.[2]

Der Archäologe Stefan Lehmann geht davon aus, dass mindestens neun Exponate auf den Spanischen Meister zurückgehen.